# لويس شتاين
لويس شتاين (بالإنجليزية: Lewis Stein) هو فنان أمريكي، ولد في 1945 في نيويورك في الولايات المتحدة.